# Багамський долар
Багамський долар (англ. Bahamian dollar) — національна валюта Багамських Островів, введена в 1966. Як і всі долари своїм символом має $, але за потреби вирізнити від інших доларових валют використовується символ B$. Поділяється на 100 центів. У обігу знаходяться монети номіналом 1, 5, 10, 25 центів та банкноти в 1, 5, 10, 20, 50 доларів. Рідко зустрічаються монети номіналами 15, 50 центів і 1, 2, 5 долари та банкноти в 1⁄2, 3, 100 доларів. Багамський долар за курсом прив'язаний до долара США у співвідношенні один до одного.
Аверс усіх  монет - герб Багамських островів із написом "Співдружність Багамських островів" та дата.  На реверсах монет  флора та фауна Багам  із  значенням монет  словами. А на 25 центах - місцевий рибацький  човен .На  1 центі  - три морські зірки, 5 центах - ананас, 10 центах -дві кісткових риби, 15 центах  -гібіскус, а  на 25 центах - парусний  човна в затоці іна фоні двох пальм на узбережжі. .

## Історія
Багамський долар в 1966 році замінив багамський фунт, який дорівнював британському фунту стерлінгів, ділився на 20 шилінгів або 240 пенсів, у співвідношенні 1 долар = 7 шилінгів (1 долар = 0,35 фунта). При цьому був зроблений перехід на десяткову систему — багамський долар став дорівнювати 100 центам. При переході на нову валюту були введені трьохдоларові купюри і монети номіналом п'ятнадцять центів, так як три долари приблизно дорівнювали одному фунту, а п'ятнадцять центів — 1 шилінгу, що було зручно під час перехідного періоду. 2 лютого 1970, курс багамського долара був прив'язаний до долара США, з грудня 1971 року в результаті девальвації американської валюти 1 багамський долар став дорівнювати 1,031 долара США, однак з 15 лютого 1973 багамська валюта знову стала дорівнювати одному долару США.

## Банкноти
У 1966 році уряд запровадив банкноти номіналом в 1/2, 1, 3, 5, 10, 20, 50 і 100 доларів. Грошово-кредитне управління Багамських островів перебрало на себе випуск паперових грошей у 1968 році, випускаючи банкноти тих самих номіналів. Центральний банк Багамських островів було створено 1 червня 1974 року, і відтоді він перебрав на себе емісію банкнот. Його перший випуск банкнот не включав номіналів у 1⁄2 та 3 долари, але вони були знову введені в обіг у 1984 році. 
За останні двадцять років долар зазнав кількох ревізій, однією з найпомітніших з яких був надзвичайно барвистий дизайн пам'ятної банкноти на честь п'ятисотріччя висадки Христофора Колумба на Багамському острові, який він назвав Сан-Сальвадор. 
| Номінал | Основний колір        | Розмір      | Аверс                       | Реверс                                           | Введення             |
| ------- | --------------------- | ----------- | --------------------------- | ------------------------------------------------ | -------------------- |
| $1⁄2    | Сірий                 | 156 × 67 мм | Королева Єлизавета II       | Сестра Сара на ринку Нассау                      | 24 січня 2019 року   |
| $1      | Зелений               | 156 × 67 мм | Сер Лінден Оскар Піндлінг   | Оркестр Королівської поліції Багамських островів | 27 вересня 2017 року |
| $3      | Фуксія                | 156 × 67 мм | Королева Єлизавета II       | Вітрильники                                      | 28 березня 2019 року |
| $5      | Жовтий і помаранчевий | 156 × 67 мм | Сер Сесіл Уоллес-Уітфілд    | Танець Джункану                                  | 23 вересня 2020 року |
| $10     | Синій                 | 156 × 67 мм | Сер Стаффорд Лофтхаус Сендс | Місто Надія, острів Абако                        | 28 вересня 2016 року |
| $20     | Пурпурний             | 156 × 67 мм | Сер Майло Батлер            | Гавань Нассау                                    | 26 вересня 2018 року |
| $50     | Світло-блакитний      | 156 × 67 мм | Роланд Теодор Симонетт      | Будівля Центрального банку Багамських островів   | 3 жовтня 2019 року   |
| $100    | Світло-коричневий     | 156 × 67 мм | Артур Діон Ганна            | Блакитний марлін                                 | 6 жовтня 2021 року   |

Через те, що банкнота номіналом 10 доларів схожа за кольором на банкноту номіналом 1 долар, 15 грудня 2022 року банкноту номіналом 10 доларів цієї серії оновили до сірого кольору. 